# 细枝木麻黄
细枝木麻黄（学名：Casuarina cunninghamiana）是木麻黄科木麻黄属的植物。分布于澳大利亚、亚热带、台湾、世界热带以及中国大陆的福建、广西、广东等地，目前已由人工引种栽培。

## 别名
银线木麻黄（广州）